# Cratere Dush
Dush  è un cratere sulla superficie di Marte.